# Naked (álbum)
Naked é o oitavo e último álbum de estúdio da banda Talking Heads, lançado em 1988. A banda dispersou-se logo após seu lançamento, anunciando oficialmente seu fim somente em 1991.

## Faixas
Letras por David Byrne. Composição por David Byrne, Chris Frantz, Jerry Harrison e Tina Weymouth.
1. "Blind" – 4:58
2. "Mr. Jones" – 4:18
3. "Totally Nude" – 4:10
4. "Ruby Dear" – 3:48
5. "(Nothing But) Flowers" – 5:31
6. "The Democratic Circus" – 5:01
7. "The Facts of Life" – 6:25
8. "Mommy Daddy You and I" – 3:58
9. "Big Daddy" – 5:37
10. "Bill" – 3:21
11. "Cool Water" – 5:10